# Переправная
Переправная — станица в Мостовском районе Краснодарского края. Административный центр Переправненского сельского поселения.
Расположена на реке Ходзь, в 8 км к югу от районного центра — посёлка Мостовского.

## История
Станица Переправная основана казаками в 1861 году. В этом же 1861 году население станицы составляло: кубанских казаков - 101 чел., донских казаков – 50 чел., нижних чинов регулярных войск – 6 чел., русских государственных крестьян - 23 чел.
Входила в Майкопский отдел Кубанской области.
У адыгов носит название адыг. Бэданокъохьа́бл.

### Улицы
| - пер. Весёлый, - пер. Димитрова, - пер. Игнатова, - пер. Луговой, - ул. 50 лет Октября, - ул. Беденок, - ул. Верхне-степная - ул. Восточная - ул. Гоголя - ул. Горького | - ул. Тараненко - ул. Гуниной - ул. Дешкиной - ул. Заводская - ул. Калинина - ул. Кирова - ул. Колхозная - ул. Комсомольская - ул. Красная - ул. Кузнецова - ул. Ленина - ул. Фрунзе | - ул. Островского - ул. Охотная - ул. Партизанская - ул. Пионерская - ул. Полевая - ул. Пушкина - ул. Речная - ул. Розы Люксембург - ул. Садовая - ул. Северная. |

## Население
| 2002 | 2010  |
| ---- | ----- |
| 3145 | ↗3261 |